# 1776 en littérature
| Années de la littérature : 1773 - 1774 - 1775 - 1776 - 1777 - 1778 - 1779    |
| Décennies de la littérature : 1740 - 1750 - 1760 - 1770 - 1780 - 1790 - 1800 |

Cet article présente les faits marquants de l'année 1776 en littérature.

## Événements
- 1er janvier-26 décembre : parution de la Gazette de Léopol à Lviv (également Lvov, ou Léopol, capitale de la Ruthénie), premier journal hebdomadaire d'Ukraine, en français[1].

## Parutions
- 10 janvier : Thomas Paine, Common Sense : addressed to the inhabitants of America, on the following interesting subjects, Philadelphia, R. Bell, 1776 (présentation en ligne) (« Le Sens commun »), pamphlet anonyme.

- Jeremy Bentham, A Fragment on Government, London, T. Payne, P. Elmsly and E. Brooke, 1776 (présentation en ligne) (« Fragments de Gouvernement »), philosophe et juriste anglais fondateur de l'école utilitariste.
- Edward Gibbon, The History of the Decline and Fall of the Roman Empire, vol. 1, London, William Strahan and Thomas Cadell, 1776 (présentation en ligne) (« Histoire de la décadence et de la chute de l'Empire romain »), huit volumes publiés de 1776 à 1788.

- Paul Henri Thiry d'Holbach, Éthocratie : ou Le gouvernement fondé sur la morale, Amsterdam, Marc-Michel Rey, 1776 (présentation en ligne).

- Paul Henri Thiry d'Holbach, La Morale Universelle : ou les devoirs de l’homme fondés sur la Nature, vol. 1, Amsterdam, Marc-Michel Rey, 1776 (présentation en ligne), en trois volumes 2 et 3.
- Adam Smith, An Inquiry Into the Nature and Causes of the Wealth of Nations, vol. 1, London, W. Strahan and t. Cadell, 1776 (présentation en ligne) (« Recherches sur la nature et les causes de la richesse des nations »), en deux volumes.

### Fictions
- 28 février : pivilège accordé pour la publication du roman de Claudine Guérin de Tencin, Anecdotes de la cour et du règne d'Édouard II, roi d'Angleterre, Paris, Pissot, 1776 (présentation en ligne).
- 15 mars : Ignacy Krasicki, Mikołaja Doświadczyńskiego przypadki, Warszawie, Michała Grölla, 1776 (présentation en ligne), (« Aventures de Nicolas Doswiaczynski ») premier roman en polonais.

- Ueda Akinari (japonais, 1734-1809) : 雨月物語 (Ugetsu monogatari?) (« Contes de pluie et de lune »), recueil de contes en japonais écrit vers 1768 et adaptés d'histoires chinoises de fantômes[2].
- Mademoiselle Poulain de Nogent, Lettres de Madame la comtesse de La Rivière, Paris, Froulé, 1776 (présentation en ligne), en deux tomes, roman épistolaire qui connait un franc succès.

## Naissances
- Vers 1776 : René-Jean Durdent, homme de lettres français († 30 juin 1819)